# BORCS8
BORCS8 (англ. BLOC-1 related complex subunit 8) – білок, який кодується однойменним геном, розташованим у людей на короткому плечі 19-ї хромосоми. Довжина поліпептидного ланцюга білка становить 119 амінокислот, а молекулярна маса — 13 403.
| 10         |  | 20         |  | 30         |  | 40         |  | 50         |
| ---------- |  | ---------- |  | ---------- |  | ---------- |  | ---------- |
| MEEPEMQLKG |  | KKVTDKFTES |  | VYVLANEPSV |  | ALYRLQEHVR |  | RSLPELAQHK |
| ADMQRWEEQS |  | QGAIYTVEYA |  | CSAVKNLVDS |  | SVYFRSVEGL |  | LKQAISIRDH |
| MNASAQGHSP |  | EEPPPPSSA  |  |            |  |            |  |            |

A: Аланін

C: Цистеїн

D: Аспарагінова кислота

E: Глутамінова кислота

F: Фенілаланін

G: Гліцин

H: Гістидин

I: Ізолейцин

K: Лізин

L: Лейцин

M: Метіонін

N: Аспарагін

P: Пролін

Q: Глутамін

R: Аргінін

S: Серин

T: Треонін

V: Валін

W: Триптофан

Кодований геном білок за функцією належить до фосфопротеїнів. 
Задіяний у такому біологічному процесі, як альтернативний сплайсинг. 
Локалізований у мембрані, лізосомі.